# T-60
T-60 a fost un tanc ușor fabricat și utilizat de Uniunea Sovietică în timpul celui de-al Doilea Război Mondial. Aproximativ 6.292 de exemplare au fost construite începând cu anul 1942 (T-62A). Acest tanc de recunoaștere a fost succesorul tancurilor ușoare T-38, T-40 și T-50, fiind înlocuit la rândul său de modelele ulterioare T-70 și T-80.

## Proiectare
În anul 1938, inginerul rus Nicholas Astrov a fost însărcinat cu proiectarea noilor tancuri de recunoaștere (clasice sau amfibii). Echipa condusă de el a construit două prototipuri la Fabrica Nr. 37 din Moscova: T-30A și T-30B. Acesta din urmă, modelul T-30B, avea la bază șasiul tancului T-40, însă era mai simplu de fabricat și avea un blindaj mai gros. Prototipul T-40S a fost acceptat de către Armata Roșie în urma invaziei germane,necesar fiind un număr cât mai mare de tancuri, astfel modelul T-40S a fost regândit ți asamblat fiind denumit oficial T-60, iar producția a început în luna iulie a anului 1941, imediat după atacul Germaniei naziste. Deși T-40 și T-60 au fost produse simultan câteva luni, armata a decis să renunțe la modelul T-40 în septembrie 1941, fiindcă acesta era mult mai complex, mai slab înarmat și protejat decât modelul T-60.
Armamentul principal consta într-un tun automat de calibru 20 mm TNȘ, o adaptare a tunului antiaerian ȘVAK plus o mitralieră de calibrul 7.62 mm. Tunul putea perfora de la 500 de metri un blindaj gros de 15 mm la un unghi de 90°. Deși tunul era eficient împotriva tancurilor ușoare germane Panzer I și Panzer II, tancul T-60 era depășit de tancurile mai noi germane. Din acest motiv, în anul 1942 s-a încercat montarea unui tun de calibru 37 mm ZIS-19, dar proiectul a fost oprit din cauza deficitului de muniție de calibru 37 mm.

## Utilizare

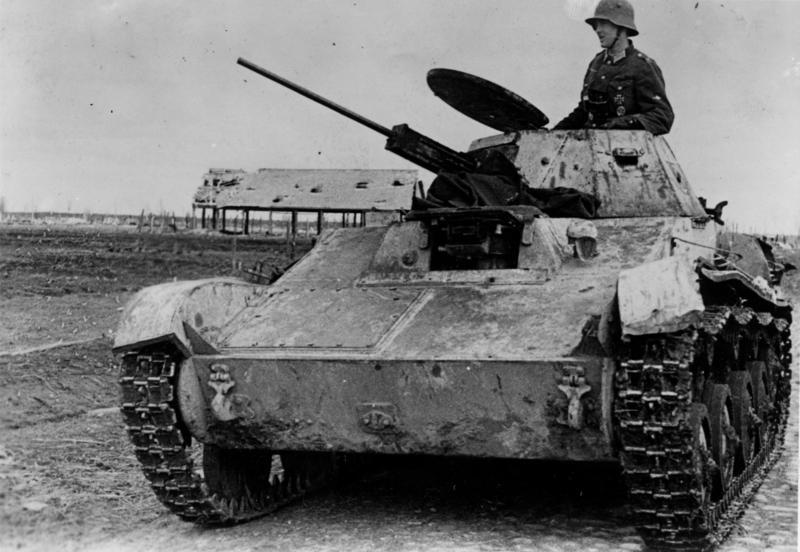
Un tanc T-60 capturat folosit de armata germană pe Frontul de Răsărit

T-60 a avut numeroase dezavantaje, însă a rămas în producție fiindcă Armata Roșie avea nevoie de tancuri după dezastrul din 1941. Astfel, vehiculul nu era avea un motor suficient de puternic pentru a ține pasul cu tancurile medii T-34. Deși în comparație cu predecesorii săi era mai bun, la începutul anului 1942 era practic inutil în luptele contra tancurilor inamice. Turela tancului a reprezentat un dezavantaj major, fiind proiectată doar pentru o singură persoană: comandantul tancului se ocupa și de armament. T-60 nu a fost dotat cu o unitate de comunicație radio. Comandantul era nevoit să folosească stegulețe de semnalizare. În comparație cu Panzer II, T-60 avea o autonomie mai mare, o mobilitate mai bună și un blindaj superior. Cu toate acestea, tancul nu se putea compara cu modelul T-34, fiind folosit cu precădere în misiuni de recunoaștere și escortă.
Armatele Germaniei, Finlandei și României au folosit și ele vehicule capturate.

## Variante

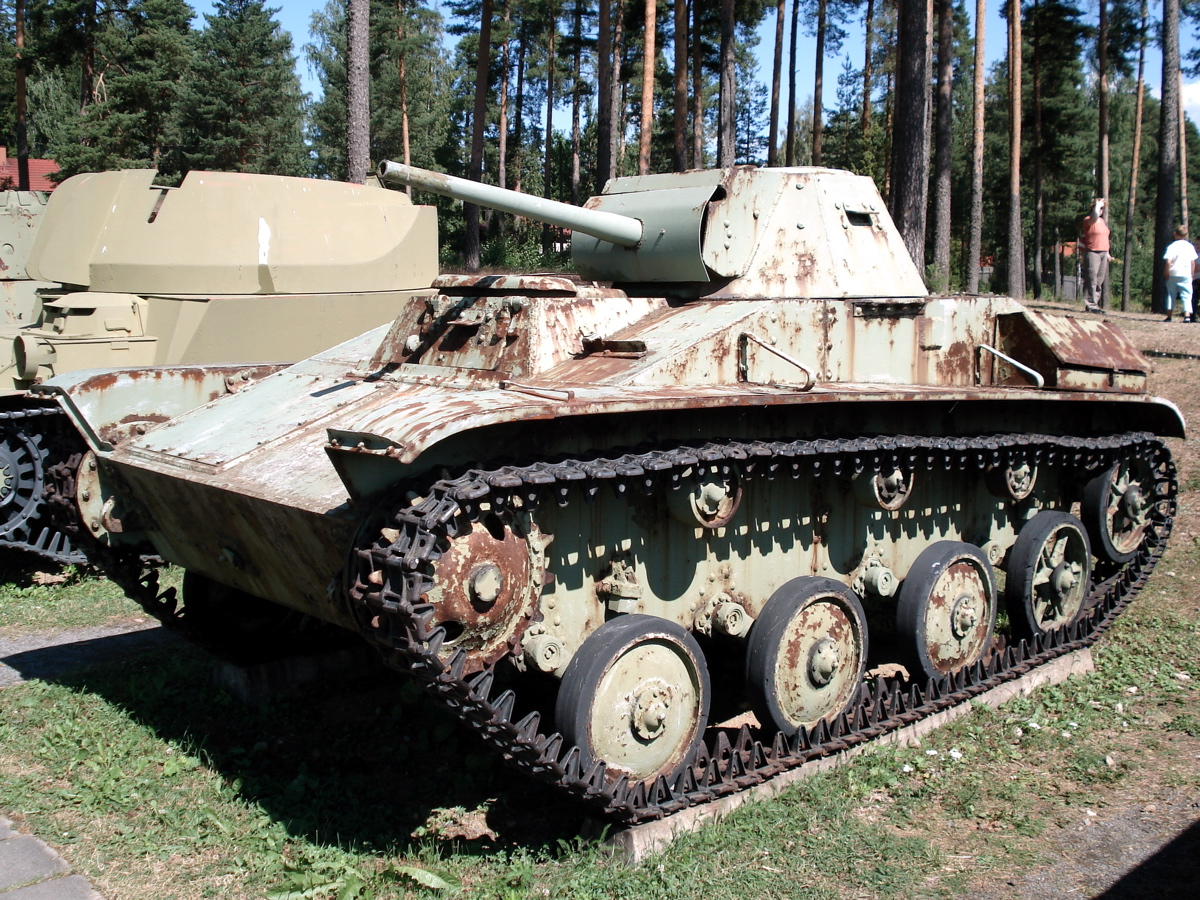
T-60 Model 1942 modificat de armata finlandeză expus la muzeul din Parola.

T-60 a fost folosit pentru proiectul tancului experimental T-90 care urma să fie folosit ca vehicul antiaerian de luptă. Ulterior, a fost folosit șasiul tancului ușor T-70, dar proiectul T-90 nu a intrat în faza de producție și a fost abandonat.
În 1942, s-a încercat transformarea tancului T-60 într-un planor, care urma să fie remorcat de un avion Petlyakov Pe-8 sau Tupolev TB-3. Prin acest proiect se voia aprovizionarea trupelor de partizani din Uniunea Sovietică cu tancuri ușoare. Proiectul a fost abandonat, fiindcă în urma unui test s-a demonstrat că nu existau avioane suficient de puternice pentru remorcarea planorului. Tancul T-60 folosit pentru experiment era puternic modificat, fiind golit de absolut toate echipamentele care nu erau vitale: armament, muniție sau faruri. Practic, avea la bord doar o cantitate mică de combustibil. Cu toate acestea, din cauza performanțelor aerodinamice foarte slabe, bombardierul TB-3 care îl tracta a fost nevoit să-l abandoneze, fiind în pericol de a se prăbuși.
Tancul T-60 a fost construit în două variante:
- Model 1941 - avea galeți găuriți, cu spițe.
- Model 1942 - (denumit uneori T-60A): avea galeți în formă de rolă, cauciucați și un motor mai puternic GAZ 203.

Spre sfârșitul producției, unele tancuri au fost dotate cu un blindaj frontal gros de 35 mm și 25 mm în lateral. Producția a fost oprită în septembrie 1942.

## Modificări
Vezi de asemenea TACAM T-60
În 1943, treizeci și patru de tancuri T-60 capturate au fost modificate la Atelierele Leonida. Proiectul, denumit oficial TACAM T-60 (Tun Anticar pe Afet Mobil T-60), a fost condus de lt. col. Constantin Ghiulai. Vehiculele care au supraviețuit evenimentelor din preajma zilei de 23 august 1944 au fost confiscate ulterior de Armata Roșie.